# 12-Stunden-Rennen von Sebring 1979

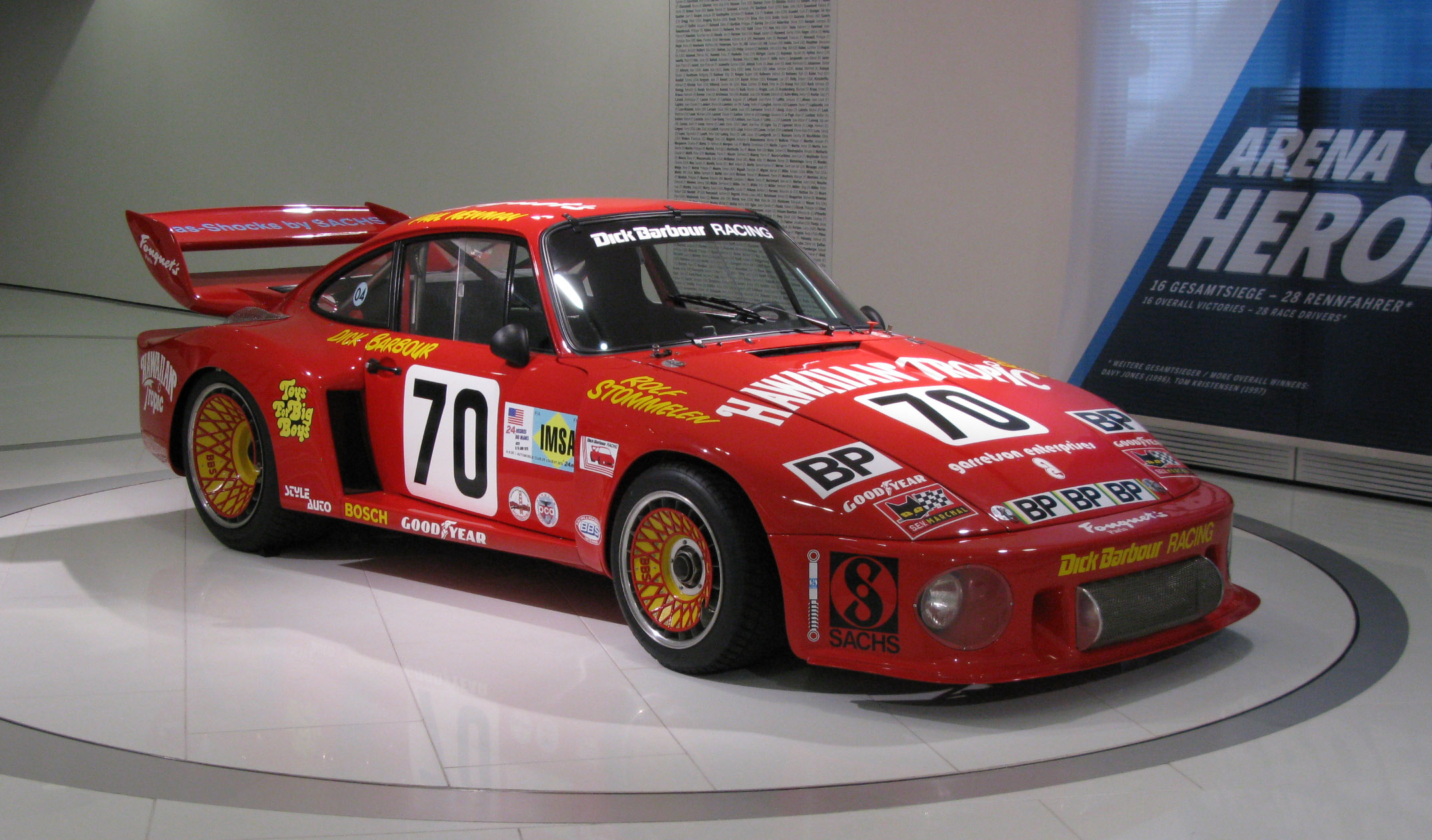
Der Porsche 935 war auch 1979 das bestimmende Rennfahrzeug in Sebring. Die ersten vier Ränge in der Gesamtwertung wurden von 935 eingenommen

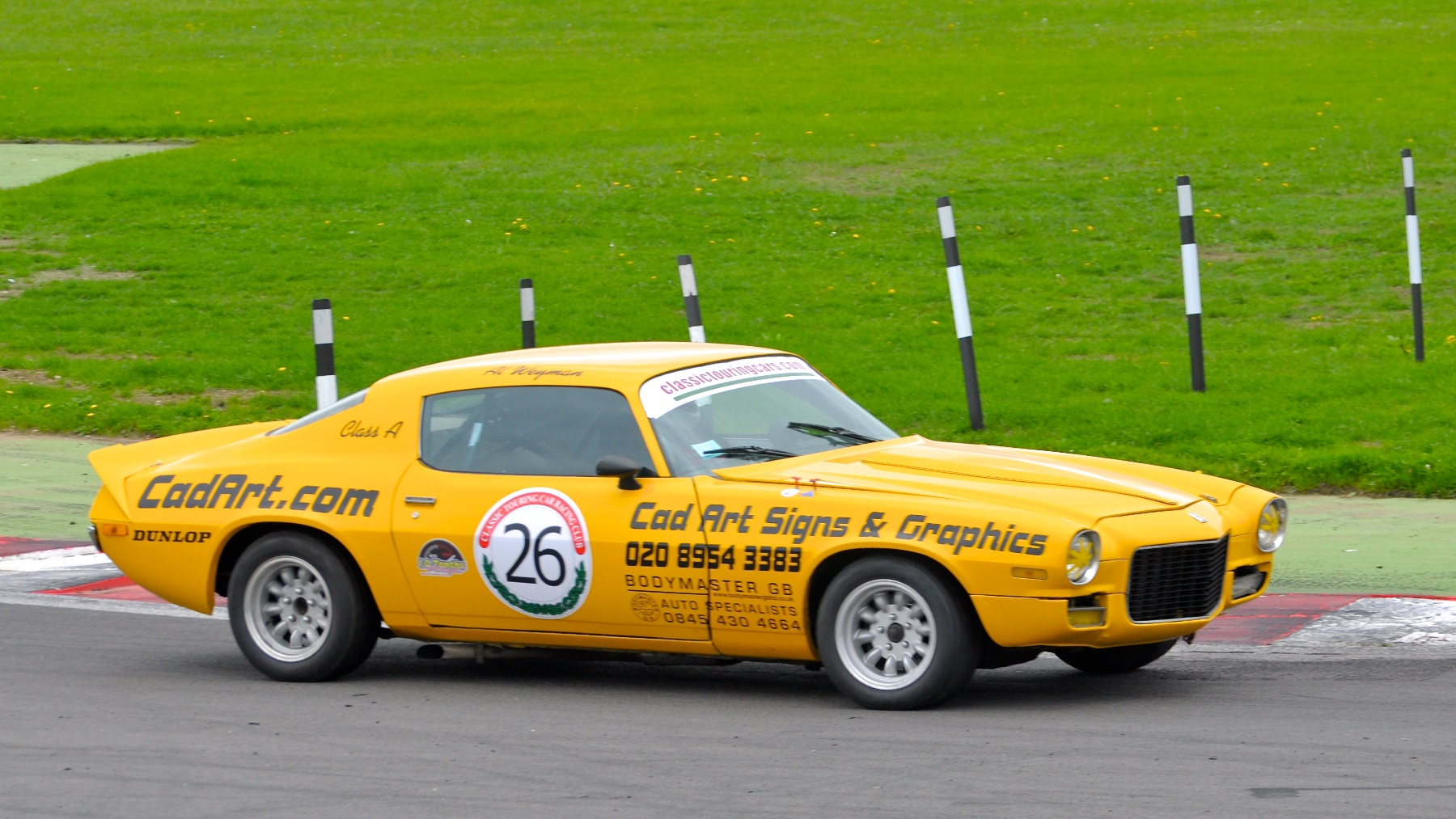
Chevrolet Camaro der zweiten Generation. Bester Camaro im Ziel war der Wagen von Jack Swanson und Dick Gauthier an der 24. Stelle der Gesamtwertung

Das 27. 12-Stunden-Rennen von Sebring, auch Coca-Cola Twelve Hours of Sebring International Grand Prix of Endurance, Sebring, fand am 17. März 1979 auf dem Sebring International Raceway statt und war der zweite Wertungslauf der IMSA-GT-Serie und der Sportwagen-Weltmeisterschaft dieses Jahres.

## Das Rennen
Mit dem Rennen 1979 ging ein turbulentes Jahrzehnt für das 12-Stunden-Rennen von Sebring zu Ende. Auf die von 1952 bis 1972 dauernde Ära des Gründers und jahrelangen Veranstalter des Rennens, Alec Ulmann, folgte die schwierige und umstrittene Phase von John Greenwood, in der die Veranstaltung vor allem aus Sicherheitsgründen ins Abseits geriet. Mit der Übernahme der Veranstaltungsrechte durch Charles Mendez im Vorjahr wurde der Trend der negativen Nachrichten gestoppt.
1979 stand das Rennen ganz im Zeichen von Porsche. Ein Großteil der gemeldeten Teams ging mit Rennfahrzeugen dieser Marke an den Start. Dominiert wurde das Langstreckenrennen von Porsche 935, die im Qualifikationstraining die ersten elf Ränge einnahmen. Schnellster war Rolf Stommelen mit einer Zeit von 2:38,038 Minuten.
Im Rennen gab es einen Vierfachsieg dieses Rennwagentyps, angeführt von Bob Akin, Rob McFarlin und Roy Woods.

## Ergebnisse

### Schlussklassement
| 1               | GTX | 9  | Dick Barbour Racing            | Bob Akin Rob McFarlin Roy Woods                                 | Porsche 935         | 239 |
| 2               | GTX | 5  | Busch Beer Racing              | Charles Mendez Brian Redman Paul Miller                         | Porsche 935         | 228 |
| 3               | GTX | 3  | Dick Barbour Racing            | Bob Garretson Gary Belcher Bob Bondurant                        | Porsche 935         | 235 |
| 4               | GTX | 6  | Dick Barbour Racing            | Rolf Stommelen Dick Barbour Rick Mears                          | Porsche 935/77A     | 234 |
| 5               | GTO | 38 | Boricua Racing                 | Bonky Fernandez Tato Ferrer Chiqui Soldevilla                   | Porsche Carrera RSR | 233 |
| 6               | GTX | 13 | Hal Shaw Racing                | Hal Shaw Norm Ridgely                                           | Porsche 935         | 231 |
| 7               | GTO | 69 | Bytzek Automotive              | Horst Kroll Rudy Bartling                                       | Porsche Carrera RSR | 230 |
| 8               | GTO | 54 | Montura Ranch Estates          | Tony Garcia Juan Montalvo Alberto Vadia                         | Porsche Carrera RSR | 229 |
| 9               | GTO | 98 | Van Every Racing               | Lance Van Every Ash Tisdelle                                    | Porsche Carrera RSR | 226 |
| 10              | GTO | 37 | Botero Racing Team             | Honorato Espinosa Francisco Lopez Jorge Cortes                  | Porsche Carrera     | 219 |
| 11              | GTU | 60 | E. J. Pruitt & Sons            | Rusty Bond Ren Tilton                                           | Porsche 911         | 219 |
| 12              | GTU | 39 | Barrick Motor Racing           | Jim Trueman John Higgins Chip Mead                              | Porsche 911         | 215 |
| 13              | GTX | 77 | Roger Mandeville               | Roger Mandeville Amos Johnson Jim Downing                       | Mazda RX-7          | 213 |
| 14              | GTO | 07 | Morrison’s                     | Dave Cowart Kenper Miller David McClain                         | Porsche Carrera     | 205 |
| 15              | GTO | 89 | Hector Huerta                  | Francisco Romero Ernesto Soto                                   | Porsche Carrera     | 201 |
| 16              | GTU | 33 | Peter Welter                   | Peter Welter Richard Aten Jack Refenning                        | Porsche 911         | 198 |
| 17              | GTO | 2  | Thunderbird Swap-Shop          | Bonnie Henn Lyn St. James Janet Guthrie                         | Ferrari 365 GTB/4   | 194 |
| 18              | GTX | 70 | Walt Bohren Racing             | Walt Bohren James Besmer                                        | Mazda RX-7          | 193 |
| 19              | GTO | 91 | Framm Promotions               | Roger Schramm Werner Frank                                      | Porsche Carrera RSR | 192 |
| 20              | GTU | 51 | Personalized Porsche           | Robert Kirby Wayne Baker Tom Winters                            | Porsche 914/4       | 188 |
| 21              | GTU | 08 | Moran Construction             | Terry Wolters Bob Buchler Nort Northam                          | Porsche 911         | 182 |
| 22              | GTU | 62 | Koll Motor Sports              | Bill Koll Jim Cook Dennis Aase                                  | Porsche 914/6       | 182 |
| 23              | GTU | 93 | Rochas Porsche                 | David Deacon Reagan Riley Hank Franczak                         | Porsche 914/6       | 179 |
| 24              | GTO | 52 | Ours & Hours Racing            | Jack Swanson Dick Gauthier                                      | Chevrolet Camaro    | 158 |
| 25              | GTU | 01 | Roehrig Racing                 | Dave White Robert Overby                                        | Porsche 911         | 147 |
| 26              | GTU | 44 | SUD Porsche Racing             | George Van Arsdale Kent Murry                                   | Porsche 911         | 131 |
| 27              | GTU | 02 | Roehrig Racing                 | Dana Roehrig Kurt Roehrig                                       | Porsche 911         | 128 |
| 28              | GTX | 53 | Guy Thomas                     | Guy Thomas Milton Moise Tom Nehl                                | Chevrolet Camaro    | 122 |
| 29              | GTX | 43 | Meldeau Tire Stores            | Bill McDill Tom Frank                                           | Chevrolet Camaro    | 118 |
| Ausgefallen     |     |    |                                |                                                                 |                     |     |
| 30              | GTX | 18 | JLP Racing                     | John Paul senior Al Holbert                                     | Porsche 935 JLP-1   | 176 |
| 31              | GTX | 09 | Thunderbird Swap-Shop          | Hurley Haywood Preston Henn Peter Gregg                         | Porsche 935/77A     | 157 |
| 32              | GTO | 66 | Sunset Racing                  | Jeff Loving Richard Small Ralph Noseda                          | Chevrolet Camaro    | 148 |
| 33              | GTO | 46 | Mauricio de Narváez            | Mauricio de Narváez Albert Naon                                 | Porsche Carrera RSR | 147 |
| 34              | GTO | 12 | Ford Smith Racing              | Ford Smith Jimmy Tumbleston Neil Potter                         | Chevrolet Camaro    | 139 |
| 35              | GTU | 71 | Bruce Jennings                 | Bruce Jennings Bob Beasley                                      | Porsche 911         | 136 |
| 36              | GTX | 00 | Interscope Racing              | Ted Field Danny Ongais                                          | Porsche 935/77A     | 120 |
| 37              | GTO | 81 | Jones Ind. Racing              | Steve Faul Herb Jones Fred Lang                                 | Chevrolet Corvette  | 116 |
| 38              | GTO | 29 | Stratagraph                    | Billy Hagan Hoyt Overbagh Ron Reed                              | Chevrolet Monza     | 115 |
| 39              | GTU | 50 | R & H Racing                   | Rainer Brezinka Gary Hirsch Fritz Hochreuter                    | Porsche 911         | 109 |
| 40              | GTU | 75 | Mike Ramirez                   | Mike Ramirez Manuel Villa Luis Gordillo                         | Porsche 911         | 108 |
| 41              | GTU | 36 | Case Racing                    | Ron Case Dave Panaccione                                        | Porsche 911         | 106 |
| 42              | GTX | 94 | Whittington Bros. Racing       | Bill Whittington Don Whittington                                | Porsche 935/79      | 104 |
| 43              | GTU | 72 | Bill Scott Racing-Z&W          | Bill Scott Pierre Honegger                                      | Porsche 911         | 99  |
| 44              | GTO | 92 | Whittington Bros. Racing       | Dale Whittington Don Whittington Milt Minter                    | Porsche 934         | 94  |
| 45              | GTU | 88 | Day Enterprise Racing          | Dave Yerger Dario Orlando Del Russo Taylor                      | Alfa Romeo GTV      | 90  |
| 46              | GTU | 85 | John Hulen                     | John Hulen Ron Coupland Bob Speakman                            | Porsche 914/6       | 82  |
| 47              | GTO | 56 | Peerless Racing                | Craig Carter Murray Edwards Richard Valentine                   | Chevrolet Camaro    | 81  |
| 48              | GTX | 23 | Kemp Motoracing                | Charlie Kemp Kees Nierop Carson Baird                           | Ford Cobra II       | 80  |
| 49              | GTU | 27 | Miami Auto Racing              | Ray Mummery Tom Sheehy Luis Sereix                              | Porsche 911S        | 80  |
| 50              | GTX | 97 | Ricardo Londoño                | Ricardo Londoño George Garces John Gunn                         | Porsche 935         | 77  |
| 51              | GTU | 8  | Automobiles International      | Anatoly Arutunoff José Marina Danny Sullivan                    | Lancia Stratos      | 75  |
| 52              | GTU | 34 | Drolsom Racing                 | George Drolsom Mark Greb John Maffucci                          | Porsche 911         | 75  |
| 53              | GTO | 03 | Motorcito Racing               | Tico Almeida Rene Rodriguez Pepe Romero                         | Chevrolet Corvette  | 73  |
| 54              | GTU | 31 | Hiram Cruz                     | Hiram Cruz Juan Lopez Mandy Gonzalez                            | Porsche 911         | 66  |
| 55              | GTO | 58 | Diego Febles Racing            | Diego Febles Phil Currin                                        | Porsche Carrera     | 65  |
| 56              | GTU | 79 | Sports Ltd. Racing             | Bob Bergstrom Brad Frisselle                                    | Mazda RX-7          | 64  |
| 57              | GTO | 04 | Rick Thompkins                 | Rick Thompkins Dave Heinz                                       | Chevrolet Corvette  | 61  |
| 58              | GTO | 95 | Ozone Industries               | Stephen Bond Philip Dann                                        | Chevrolet Monza     | 49  |
| 59              | GTO | 22 | Oftedahl Racing                | Peter Kirill Gerry Wellik Carl Shafer                           | Chevrolet Camaro    | 37  |
| 60              | GTU | 25 | Metal Craft Racing             | Bob Zulkowski Gerard Raney                                      | Porsche 914/6       | 34  |
| 61              | GTX | 17 | Kenneth LaGrow                 | Kenneth LaGrow William Boyer                                    | Chevrolet Camaro    | 29  |
| 62              | GTU | 16 | Overstreet Racing Ent.         | Darrel Overstreet Dwight Mitchell                               | Porsche 914/6       | 25  |
| 63              | GTX | 28 | Desperado Racing               | Clif Kearns Giampiero Moretti                                   | Porsche 935         | 22  |
| 64              | GTU | 61 | Bill Bean                      | Bill Bean Al Cosentino Tom Ashby                                | Mazda RX-3          | 19  |
| 65              | GTX | 7  | Heimrath Racing                | Ludwig Heimrath senior Enrique Molins Carlos Moran              | Porsche 935         | 17  |
| 66              | GTU | 67 | John Tremblay                  | John Tremblay Bob Lapp                                          | Datsun 240Z         | 12  |
| 67              | GTU | 40 | Performance Specialists        | Steve Southard Earl Roe                                         | Porsche 914/6       | 11  |
| 68              | GTU | 67 | Quintana Racing                | Manuel Quintana Joaquin Balaguer Jorge DeCardenas Pedro Vazquez | Porsche 911         | 9   |
| 69              | GTO | 48 | Fillingham Racing              | Sam Fillingham Courtney Canfield Tim Chitwood                   | Chevrolet Corvette  | 8   |
| 70              | GTO | 21 | Oftedahl Shafer Farms          | Carl Shafer John Wood                                           | Chevrolet Camaro    | 8   |
| 71              | GTO | 15 | Bavarian Motors                | Alf Gebhardt Bruno Beilcke                                      | BMW CSL             | 4   |
| 72              | GTO | 4  | B. R. Racing Team              | Mark Leuzinger Mike Van der Werff                               | De Tomaso Pantera   | 1   |
| Nicht gestartet |     |    |                                |                                                                 |                     |     |
| 73              | GTO | 0  | Interscope Racing              | Danny Ongais Ted Field                                          | Porsche 935/79      | 1   |
| 74              | GTU | 06 | Gary Wonzer                    | Gary Wonzer George Van Arsdale                                  | Triumph GT6         | 2   |
| 75              | GTO | 14 | Precision School of Racing     | Josele Garza Bill McVey Glen Cross                              | Porsche Carrera     | 3   |
| 76              | GTX | 41 | Jones Ind. Racing              | Herb Jones Dean Hollis                                          | Chevrolet Camaro    | 4   |
| 77              | GTO | 47 | Tim Chitwood                   | Tim Chitwood Joie Chitwood junior                               | Chevrolet Nova      | 5   |
| 78              | GTU | 68 | Al Cosentino                   | Al Cosentino Bill Bean Tom Ashby                                | Mazda RX-3          | 6   |
| 79              | GTO | 74 | Raul Garcia                    | Raul Garcia Manuel Cueto                                        | Chevrolet Camaro    | 7   |
| 80              | GTU | 76 | Associated Speed & Performance | Ken Williams Wiley Doran                                        | Datsun 240Z         | 8   |
| 81              | GTX | 78 | Iggy Gonzalez                  | Iggy Gonzalez Eugenio Matienzo                                  | Chevrolet Camaro    | 9   |
| 82              | GTX | 86 | Team Ross Racing               | Tom Ross Paul Tavilla                                           | Ford Pinto          | 10  |
| 83              | GTO | 87 | U-Mo Racing                    | Mike Williamson Wayne Miller Charles Gano                       | Chevrolet Corvette  | 11  |
| 84              | GTO | 87 | Bob’s Speed Products           | Bob Lee Rick Kump                                               | AMC AMX             | 12  |

1 Ersatzwagen
2 nicht gestartet
3 zurückgezogen
4 nicht gestartet
5 zurückgezogen
6 nicht gestartet
7 nicht gestartet
8 zurückgezogen
9 nicht gestartet
10 nicht gestartet
11 nicht gestartet
12 zurückgezogen

### Nur in der Meldeliste
Hier finden sich Teams, Fahrer und Fahrzeuge, die ursprünglich für das Rennen gemeldet waren, aber aus den unterschiedlichsten Gründen daran nicht teilnahmen.
| Pos. | Klasse | Nr. | Team                  | Fahrer                                  | Chassis         |
| ---- | ------ | --- | --------------------- | --------------------------------------- | --------------- |
| 85   | GTX    | 10  | Levi’s Team Highball  | Amos Johnson Dennis Shaw                | AMC Spirit      |
| 86   | GTX    | 24  | Graham Shaw           | Graham Shaw Donald Yenko Jerry Thompson | Chevrolet Monza |
| 87   | GTO    | 26  | Alejandro Cortes      | Alejandro Cortes Mike Powell            | Ford Mustang    |
| 88   | GTU    | 83  | Hamilton House Racing | Joseph Hamilton Rob Hoskins             | Porsche 911     |

### Klassensieger
| Klasse | Fahrer          | Fahrer       | Fahrer            | Fahrzeug            | Platzierung im Gesamtklassement |
| ------ | --------------- | ------------ | ----------------- | ------------------- | ------------------------------- |
| GTX    | Bob Akin        | Rob McFarlin | Roy Woods         | Porsche 935         | Gesamtsieg                      |
| GTO    | Bonky Fernandez | Tato Ferrer  | Chiqui Soldevilla | Porsche Carrera RSR | Rang 5                          |
| GTU    | Rusty Bond      | Ren Tilton   |                   | Porsche 911         | Rang 11                         |

### Renndaten
- Gemeldet: 88
- Gestartet: 72
- Gewertet: 29
- Rennklassen: 3
- Zuschauer: unbekannt
- Wetter am Renntag: warm und trocken
- Streckenlänge: 8,369 km
- Fahrzeit des Siegerteams: 12:00:42,186 Stunden
- Gesamtrunden des Siegerteams: 239
- Gesamtdistanz des Siegerteams: 2000,093 km
- Siegerschnitt: 166,512 km/h
- Pole Position: Rolf Stommelen – Porsche 935/77A (#6) – 2:38,038 – 190,632 km/h
- Schnellste Rennrunde: Rolf Stommelen – Porsche 935/77A (#6) – 2:39,145 – 189,305 km/h
- Rennserie: 2. Lauf zur IMSA-GT-Serie 1979
- Rennserie: 2. Lauf zur Sportwagen-Weltmeisterschaft 1979